# Надница
Надницата (също и надник) е трудовото възнаграждение за един работен ден. С узаконяването на еднодневните трудови договори, надникът добива широка популярност, за да означи минималното трудово възнаграждение за един работен ден/една работна смяна.
Думата представлява анахронизирано наименование на вид парично възнаграждение за извършена дейност, труд или услуга за един ден. Терминът се използва в сферата на строителството, селското стопанство и др. Надникът (дневното трудово възнаграждение) се изчислява по следния начин: Работната заплата се разделя на броя работни дни, например:
- Ако служител е с месечна работна заплата от 600 лева и 25 работни дни в месеца, то надникът му се изчислява така: 600 / 25 = 24 лв.
- Ако служител е със седмична работна заплата от 150 лева и 5 дневна работна седмица, то надникът му се изчислява така: 150/ 5 = 30 лв.

Често заради анахронизирания си характер думата се използва фигуративно или литературно.